# Ariniș
Ariniș – wieś w Rumunii, w okręgu Marmarosz, w gminie Ariniș. W 2011 roku liczyła 650 mieszkańców.